# Norman Whiteside
Norman Whiteside (Belfast, 7 maggio 1965) è un ex calciatore nordirlandese, di ruolo centrocampista.

## Carriera

### Club
Esordì da professionista nel Manchester United a 17 anni ancora da compiere, nella stagione 1981-1982, divenendo così il più giovane debuttante con la maglia dei Red Devils. Fu anche il più giovane professionista a segnare sia nella finale di Coppa di Lega che di quella della Coppa d’Inghilterra (entrambe nella stagione 1982-1983).
Nel Manchester United Whiteside assommò un totale di 273 partite e 66 reti, prima di passare all'Everton.
La carriera di Whiteside non fu delle più fortunate, a causa di una serie di infortuni che gli fecero saltare il campo da gioco per lunghi periodi. Nel 1989 passa all'Everton.
A Liverpool, sponda toffees, Whiteside non gioca molto, visto che il suo ginocchio, già pesantemente offeso per via degli infortuni precedenti, necessitava di ulteriori operazioni, finché, dopo che un ortopedico gli prospettò il rischio di problemi alla deambulazione se avesse continuato a giocare, alla fine della stagione (1990) annunciò il suo ritiro dal calcio giocato dopo sole 29 partite giocate con l'Everton.

### Nazionale
Nazionale dell'Irlanda del Nord esordì con la sua rappresentativa a Saragozza il 17 giugno 1982 durante il campionato del mondo in Spagna, all'età di 17 anni e 41 giorni; è il calciatore più giovane ad aver giocato la fase finale di un campionato del mondo di calcio (e anche il più giovane ammonito, avendo rimediato un cartellino giallo nel secondo tempo della partita d'esordio).
Norman Whiteside fu presente anche al successivo campionato del mondo, Messico 1986, realizzando nella partita d'esordio contro l'Algeria la sua unica rete ai Mondiali.
In otto anni di nazionale collezionò un totale di 38 presenze e 9 gol.

## Dopo il ritiro
Dopo il ritiro Whiteside tornò a scuola e studiò per diventare medico ortopedico e podologo. In seguito ha lavorato per l'associazione calciatori professionisti britannici e come commentatore televisivo.

## Statistiche

### Cronologia presenze e reti in nazionale
| Cronologia completa delle presenze e delle reti in nazionale ― Irlanda del Nord | Cronologia completa delle presenze e delle reti in nazionale ― Irlanda del Nord | Cronologia completa delle presenze e delle reti in nazionale ― Irlanda del Nord | Cronologia completa delle presenze e delle reti in nazionale ― Irlanda del Nord | Cronologia completa delle presenze e delle reti in nazionale ― Irlanda del Nord | Cronologia completa delle presenze e delle reti in nazionale ― Irlanda del Nord | Cronologia completa delle presenze e delle reti in nazionale ― Irlanda del Nord | Cronologia completa delle presenze e delle reti in nazionale ― Irlanda del Nord |
| Data                                                                            | Città                                                                           | In casa                                                                         | Risultato                                                                       | Ospiti                                                                          | Competizione                                                                    | Reti                                                                            | Note                                                                            |
| ------------------------------------------------------------------------------- | ------------------------------------------------------------------------------- | ------------------------------------------------------------------------------- | ------------------------------------------------------------------------------- | ------------------------------------------------------------------------------- | ------------------------------------------------------------------------------- | ------------------------------------------------------------------------------- | ------------------------------------------------------------------------------- |
| 17-6-1982                                                                       | Saragozza                                                                       | Irlanda del Nord                                                                | 0 – 0                                                                           | Jugoslavia                                                                      | Mondiali 1982 - 1º turno                                                        | -                                                                               |                                                                                 |
| 21-6-1982                                                                       | Saragozza                                                                       | Honduras                                                                        | 1 – 1                                                                           | Irlanda del Nord                                                                | Mondiali 1982 - 1º turno                                                        | -                                                                               | 65’                                                                             |
| 25-6-1982                                                                       | Valencia                                                                        | Spagna                                                                          | 0 – 1                                                                           | Irlanda del Nord                                                                | Mondiali 1982 - 1º turno                                                        | -                                                                               | 70’                                                                             |
| 1-7-1982                                                                        | Madrid                                                                          | Austria                                                                         | 2 – 2                                                                           | Irlanda del Nord                                                                | Mondiali 1982 - 2º turno                                                        | -                                                                               | 67’                                                                             |
| 4-7-1982                                                                        | Madrid                                                                          | Francia                                                                         | 4 – 1                                                                           | Irlanda del Nord                                                                | Mondiali 1982 - 2º turno                                                        | -                                                                               |                                                                                 |
| 17-11-1982                                                                      | Belfast                                                                         | Irlanda del Nord                                                                | 1 – 0                                                                           | Germania Ovest                                                                  | Qual. Euro 1984                                                                 | -                                                                               |                                                                                 |
| 15-12-1982                                                                      | Tirana                                                                          | Albania                                                                         | 0 – 0                                                                           | Irlanda del Nord                                                                | Qual. Euro 1984                                                                 | -                                                                               |                                                                                 |
| 30-3-1983                                                                       | Belfast                                                                         | Irlanda del Nord                                                                | 2 – 1                                                                           | Turchia                                                                         | Qual. Euro 1984                                                                 | -                                                                               |                                                                                 |
| 21-9-1983                                                                       | Belfast                                                                         | Irlanda del Nord                                                                | 3 – 1                                                                           | Austria                                                                         | Qual. Euro 1984                                                                 | 1                                                                               |                                                                                 |
| 12-10-1983                                                                      | Ankara                                                                          | Turchia                                                                         | 1 – 0                                                                           | Irlanda del Nord                                                                | Qual. Euro 1984                                                                 | -                                                                               |                                                                                 |
| 16-11-1983                                                                      | Amburgo                                                                         | Germania Ovest                                                                  | 0 – 1                                                                           | Irlanda del Nord                                                                | Qual. Euro 1984                                                                 | 1                                                                               |                                                                                 |
| 13-12-1983                                                                      | Belfast                                                                         | Irlanda del Nord                                                                | 2 – 0                                                                           | Scozia                                                                          | Amichevole                                                                      | 1                                                                               |                                                                                 |
| 4-4-1984                                                                        | Londra                                                                          | Inghilterra                                                                     | 1 – 0                                                                           | Irlanda del Nord                                                                | Torneo Interbritannico 1984                                                     | -                                                                               |                                                                                 |
| 22-5-1984                                                                       | Swansea                                                                         | Galles                                                                          | 1 – 1                                                                           | Irlanda del Nord                                                                | Torneo Interbritannico 1984                                                     | -                                                                               |                                                                                 |
| 27-5-1984                                                                       | Pori                                                                            | Finlandia                                                                       | 1 – 0                                                                           | Irlanda del Nord                                                                | Qual. Mondiali 1986                                                             | -                                                                               |                                                                                 |
| 12-9-1984                                                                       | Belfast                                                                         | Irlanda del Nord                                                                | 3 – 2                                                                           | Romania                                                                         | Qual. Mondiali 1986                                                             | 1                                                                               | 65’                                                                             |
| 16-10-1984                                                                      | Belfast                                                                         | Irlanda del Nord                                                                | 3 – 0                                                                           | Israele                                                                         | Amichevole                                                                      | 1                                                                               | 73’                                                                             |
| 14-11-1984                                                                      | Belfast                                                                         | Irlanda del Nord                                                                | 2 – 1                                                                           | Finlandia                                                                       | Qual. Mondiali 1986                                                             | -                                                                               | 47’                                                                             |
| 27-2-1985                                                                       | Belfast                                                                         | Irlanda del Nord                                                                | 0 – 1                                                                           | Inghilterra                                                                     | Qual. Mondiali 1986                                                             | -                                                                               |                                                                                 |
| 27-3-1985                                                                       | Palma di Maiorca                                                                | Spagna                                                                          | 0 – 0                                                                           | Irlanda del Nord                                                                | Amichevole                                                                      | -                                                                               | 65’                                                                             |
| 1-5-1985                                                                        | Belfast                                                                         | Irlanda del Nord                                                                | 2 – 0                                                                           | Turchia                                                                         | Qual. Mondiali 1986                                                             | 2                                                                               |                                                                                 |
| 16-10-1985                                                                      | Bucarest                                                                        | Romania                                                                         | 0 – 1                                                                           | Irlanda del Nord                                                                | Qual. Mondiali 1986                                                             | -                                                                               |                                                                                 |
| 13-11-1985                                                                      | Londra                                                                          | Inghilterra                                                                     | 0 – 0                                                                           | Irlanda del Nord                                                                | Qual. Mondiali 1986                                                             | -                                                                               |                                                                                 |
| 26-2-1986                                                                       | Parigi                                                                          | Francia                                                                         | 0 – 0                                                                           | Irlanda del Nord                                                                | Amichevole                                                                      | -                                                                               |                                                                                 |
| 26-3-1986                                                                       | Belfast                                                                         | Irlanda del Nord                                                                | 1 – 1                                                                           | Danimarca                                                                       | Amichevole                                                                      | -                                                                               |                                                                                 |
| 23-4-1986                                                                       | Belfast                                                                         | Irlanda del Nord                                                                | 2 – 1                                                                           | Marocco                                                                         | Amichevole                                                                      | -                                                                               |                                                                                 |
| 3-6-1986                                                                        | Zapopan                                                                         | Francia                                                                         | 0 – 0                                                                           | Irlanda del Nord                                                                | Mondiali 1986 - 1° turno                                                        | 1                                                                               | 79’ 80’                                                                         |
| 7-6-1986                                                                        | Zapopan                                                                         | Irlanda del Nord                                                                | 1 – 2                                                                           | Spagna                                                                          | Mondiali 1986 - 1° turno                                                        | -                                                                               |                                                                                 |
| 12-6-1986                                                                       | Guadalajara                                                                     | Irlanda del Nord                                                                | 0 – 3                                                                           | Brasile                                                                         | Mondiali 1986 - 1° turno                                                        | -                                                                               | 55’                                                                             |
| 15-10-1986                                                                      | Londra                                                                          | Inghilterra                                                                     | 3 – 0                                                                           | Irlanda del Nord                                                                | Qual. Euro 1988                                                                 | -                                                                               | 84’                                                                             |
| 18-2-1987                                                                       | Tel Aviv                                                                        | Israele                                                                         | 1 – 1                                                                           | Irlanda del Nord                                                                | Amichevole                                                                      | -                                                                               |                                                                                 |
| 1-4-1987                                                                        | Belfast                                                                         | Irlanda del Nord                                                                | 0 – 2                                                                           | Inghilterra                                                                     | Qual. Euro 1988                                                                 | -                                                                               |                                                                                 |
| 29-4-1987                                                                       | Belfast                                                                         | Irlanda del Nord                                                                | 1 – 2                                                                           | Jugoslavia                                                                      | Qual. Euro 1988                                                                 | -                                                                               |                                                                                 |
| 11-11-1987                                                                      | Belfast                                                                         | Irlanda del Nord                                                                | 1 – 0                                                                           | Turchia                                                                         | Qual. Euro 1988                                                                 | -                                                                               |                                                                                 |
| 23-3-1988                                                                       | Belfast                                                                         | Irlanda del Nord                                                                | 1 – 1                                                                           | Polonia                                                                         | Amichevole                                                                      | -                                                                               | cap.                                                                            |
| 27-4-1988                                                                       | Belfast                                                                         | Irlanda del Nord                                                                | 0 – 0                                                                           | Francia                                                                         | Amichevole                                                                      | -                                                                               | 41’                                                                             |
| 6-9-1989                                                                        | Belfast                                                                         | Irlanda del Nord                                                                | 1 – 2                                                                           | Ungheria                                                                        | Qual. Mondiali 1990                                                             | 1                                                                               | cap. 56’                                                                        |
| 11-10-1989                                                                      | Dublino                                                                         | Irlanda                                                                         | 3 – 0                                                                           | Irlanda del Nord                                                                | Qual. Mondiali 1990                                                             | -                                                                               | cap. 2’                                                                         |
| Totale                                                                          |                                                                                 | Presenze                                                                        | 38                                                                              |                                                                                 | Reti                                                                            | 9                                                                               |                                                                                 |

## Palmarès

### Club

#### Competizioni nazionali
- Coppa d'Inghilterra: 2

Manchester United: 1982-1983, 1984-1985
- Community Shield: 1

Manchester United: 1983